# Henry A. Wise (politico 1806)
Henry Alexander Wise (Drummondtown, 3 dicembre 1806 – 12 settembre 1876) è stato un politico statunitense.

## Biografia
Fu il trentatreesimo governatore della Virginia. Nato nella contea di Accomack i suoi genitori furono il maggiore John Wise e la sua seconda moglie Sarah Corbin Cropper.
Si sposò tre volte:
- Anne Jennings, conosciuta durante gli anni in cui frequentava il college Washington[1] nel 1828 (figlia di Obadiah Jennings e Ann Wilson dello stato della Pennsylvania. Morta nel 1837
- Sarah Sergeant, novembre 1840, figlia di John Sergeant e Margaretta Watmough. La coppia ebbe molti figli (14) ma pochi di loro sopravvissero all'infanzia.
- Mary Elizabeth Lyons nel 1853